# Mario Ilievski
Mario Ilievski (en macédonien : Марио Илиевски), né le 24 avril 2002 à Skopje en Macédoine du Nord, est un footballeur international macédonien qui évolue au poste d'avant-centre au CSKA 1948 Sofia.

## Biographie

### En club
Né à Skopje en Macédoine du Nord, Mario Ilievski est formé par le club local du FK Vardar Skopje puis joue une saison au FK Vardar Negotino. Il est repéré par le club bulgare du Septemvri Sofia, qui le recrute en 2019 et le prête directement au GFK Tikveš. Il fait ensuite son retour au Septemvri et joue son premier match pour le club le 8 août 2020, lors de la première journée de la saison 2020-2021 du championnat bulgare, face au FC Strumska Slava Radomir (en). Il est titularisé ce jour-là et les deux équipes se neutralisent (1-1 score final). Il inscrit son premier but pour le club le 25 août suivant, contre le Lokomotiv Sofia en championnat mais son équipe est battue ce jour-là sur le score de cinq buts à deux.
Le 6 juillet 2022, Mario Ilievski rejoint la Hongrie afin de s'engager en faveur du Kisvárda FC. Il signe un contrat de trois ans, soit jusqu'en juin 2025.
Lors de l'été 2024, Mario Ilievski fait son retour en Bulgarie en signant un contrat courant jusqu'en juin 2027 avec le CSKA 1948 Sofia. Le transfert est annoncé le 27 juin 2024.
Ilievski marque son premier but pour le club le 28 juillet 2024 contre le FK Spartak Varna en championnat. Il ouvre le score mais les deux équipes se neutralisent (2-2 score final).

### En sélection
Avec les moins de 19 ans, Ilievski joue un total de cinq matchs, tous en 2020, et marque deux buts. Le premier dès sa deuxième apparition, le 20 février 2020 contre la Bosnie-Herzégovine en donnant la victoire à son équipe (1-0 score final).
Mario Ilievski honore sa première sélection avec l'équipe de Macédoine du Nord le 7 septembre 2024 face aux îles Féroé. Il entre en jeu à la place de Darko Čurlinov et les deux équipes se neutralisent (1-1 score final).